# Konstantin Kovalenko
Konstantin Valeriévitch Kovalenko (en russe : Константин Валерьевич Коваленко) ou Kanstantsin Valeriévitch Kavalenka (en biélorusse : Канстанцін Валер'евіч Каваленка) est un footballeur international biélorusse né le 2 février 1975 à Rogatchev.
Actif professionnellement de 1991 à 2008, il a évolué au poste de milieu de terrain au sein de nombreux clubs principalement russes des trois premières divisions, ayant notamment joué plusieurs fois au premier échelon entre 1996 et 2002. Cette instabilité est notamment due à des problèmes de comportement récurrents au cours de sa carrière, qui lui ont valu d'être surnommé « l'enfant terrible du football russe ». Il joue également deux fois sous les couleurs de la sélection biélorusse en 1995 puis en 1999.

## Biographie

### Carrière en club
Konstantin Kovalenko commence sa carrière professionnelle en 1991 en jouant sous les couleurs du Kouban Karanikovski en quatrième division soviétique avec son frère ainé Andreï, disputant sept matchs pour un but à l'âge de 16 ans. Il part ensuite pour le Torpedo Armavir où il découvre la nouvelle deuxième division russe avant de signer au Kolos Krasnodar en 1993. C'est dans ce dernier club qu'il se fait remarquer, y devenant un titulaire constant ainsi qu'un buteur prolifique lors de la saison 1994, marquant alors 26 buts en championnat tandis que les siens parviennent à accéder à la deuxième division en fin de saison. Il est ensuite buteur à onze reprises au deuxième échelon lors de l'exercice suivant mais ne peut empêcher la relégation du club en fin d'année 1995.
Quittant Krasnodar après cette dernière année, Kovalenko quitte alors la Russie pour rallier l'Ukraine et le Kremin Krementchouk, avec qui il fait ses débuts en première division ukrainienne le 6 avril 1996 contre le Karpaty Lviv. Jouant en tout 14 matchs avec le club pour trois buts, il quitte Krelentchouk dès l'été 1996 en direction du Spartak Moscou, où il joue cette fois son premier match dans la première division russe le 10 juillet contre le Rostselmach Rostov, entrant alors en jeu en toute fin de match et inscrivant le quatrième but des siens à l'occasion d'une victoire 4-2. Malgré ces bons débuts, il ne dispute ensuite qu'une seule autre rencontre en championnat six jours plus tard contre le Zénith Saint-Pétersbourg ainsi qu'un match de Coupe UEFA face au Croatia Zagreb le 6 août 1996 avant de rester inutilisé pour le reste de l'année 1996 en raison de ses problèmes comportementaux,.
Il part de Moscou en début d'année 1997 pour revenir à Krasnodar, cette fois dans le club du Kouban avec qui il commence la saison en deuxième division. Il est recruté dès l'été par le Jemtchoujina Sotchi, pensionnaire du premier échelon où il termine l'année. En raison notamment de nombreux problèmes de comportement, les saisons qui suivent voient Kovalenko changer de club de manière quasi-systématique à chaque moitié de saison, passant ainsi par le Jemtchoujina à deux reprises, le Metallourg Lipetsk et l'Alania Vladikavkaz entre 1998 et 1999.
Recruté en 2000 par le Tchernomorets Novorossiisk, il y connaît une bonne première partie de saison en inscrivant neuf buts en championnat, incluant un triplé contre le Krylia Sovetov Samara et deux doublés contre le Dynamo Moscou et le Lokomotiv Moscou. Il ne peut cependant accroître son compteur durant la deuxième moitié de saison en raison de plusieurs soucis disciplinaires qui finissent par l'exclure de l'effectif pendant une grande partie du deuxième semestre 2000. Il est prêté l'année suivante au Kouban Krasnodar en deuxième division où il joue peu avant de revenir au Tchernomorets en 2002, alors que le club a été relégué entre-temps. Kovalenko effectue finalement son dernier passage dans l'élite durant l'été 2002, qui le voit rejoindre le Saturn Ramenskoïe où il dispute deux rencontres de championnat en tant que remplaçant.
Après cette brève pige, il retourne au deuxième échelon au Spartak Naltchik puis au Luch-Energia Vladivostok entre 2003 et 2004 avant de retrouver le troisième niveau avec le FK Sotchi-04 en 2005. Il met par la suite sa carrière professionnelle de côté en jouant pour plusieurs équipes amateurs des environs de Krasnodar mais effectue tout de même un dernier bref passage au niveau professionnel avec le Sotchi-04 lors de la saison 2008, inscrivant alors six buts en dix rencontres. Son passage s'achève cependant de manière anticipée au mois d'octobre 2008 après avoir frappé un arbitre lors d'une rencontre de championnat le 27 octobre, une action qui pour laquelle il est exclu des terrains pour un an. Cette sanction marque la fin définitive de sa carrière professionnelle à l'âge de 33 ans, bien qu'il continue par la suite la pratique du football au niveau amateur.

### Carrière en sélection
Bien qu'ayant évolué pendant un temps avec les équipes de jeunes de la Russie, Konstantin Kovalenko choisit finalement de représenter la Biélorussie, avec qui il connaît sa première sélection sous les ordres de Sergueï Borovski le 29 juillet 1995 lors d'un match amical contre la Lituanie. Il ne dispute par la suite qu'une seule autre rencontre avec la sélection quatre ans plus tard dans le cadre d'un match amical face à la Russie le 19 août 1999, cette fois sous les ordres de Mikhaïl Vergueïenko.

## Statistiques
| Saison                | Club                       | Championnat           | Championnat | Championnat | Coupe(s) nationale(s) | Coupe(s) nationale(s) | Compétition(s) continentale(s) | Compétition(s) continentale(s) | Compétition(s) continentale(s) | Total | Total |
| Saison                | Club                       | Division              | M.          | B.          | M.                    | B.                    | Comp.                          | M.                             | B.                             | M.    | B.    |
| 1991                  | Kouban Baranikovski        | D4                    | 7           | 1           | -                     | -                     | -                              | -                              | -                              | 7     | 1     |
| 1992                  | Torpedo Armavir            | D2                    | 5           | 3           | -                     | -                     | -                              | -                              | -                              | 5     | 3     |
| Sous-total            | Sous-total                 | Sous-total            | 12          | 4           | -                     | -                     | -                              | -                              | -                              | 12    | 4     |
| 1993                  | Kolos Krasnodar            | D2                    | 33          | 2           | 1                     | 1                     | -                              | -                              | -                              | 34    | 3     |
| 1994                  | Kolos Krasnodar            | D3                    | 35          | 26          | 1                     | 0                     | -                              | -                              | -                              | 36    | 26    |
| 1995                  | Kolos Krasnodar            | D2                    | 31          | 11          | 1                     | 0                     | -                              | -                              | -                              | 32    | 11    |
| Sous-total            | Sous-total                 | Sous-total            | 99          | 39          | 3                     | 1                     | -                              | -                              | -                              | 102   | 40    |
| 1995-1996             | Kremin Krementchouk        | D1                    | 10          | 1           | 4                     | 2                     | -                              | -                              | -                              | 14    | 3     |
| 1996                  | Spartak Moscou             | D1                    | 2           | 1           | -                     | -                     | C3                             | 1                              | 0                              | 3     | 1     |
| 1997                  | Kouban Krasnodar           | D2                    | 20          | 8           | 1                     | 2                     | -                              | -                              | -                              | 21    | 10    |
| 1997                  | Jemtchoujina Sotchi        | D1                    | 10          | 1           | 1                     | 0                     | -                              | -                              | -                              | 11    | 1     |
| 1998                  | Metallourg Lipetsk         | D2                    | 10          | 2           | -                     | -                     | -                              | -                              | -                              | 10    | 2     |
| 1998                  | Jemtchoujina Sotchi        | D1                    | 13          | 3           | 2                     | 1                     | -                              | -                              | -                              | 15    | 4     |
| 1999                  | Alania Vladikavkaz         | D1                    | 3           | 0           | -                     | -                     | -                              | -                              | -                              | 3     | 0     |
| 1999                  | Jemtchoujina Sotchi        | D1                    | 15          | 5           | -                     | -                     | -                              | -                              | -                              | 15    | 5     |
| 2000                  | Tchernomorets Novorossiisk | D1                    | 18          | 9           | -                     | -                     | -                              | -                              | -                              | 18    | 9     |
| 2001                  | Kouban Krasnodar (prêt)    | D2                    | 11          | 2           | 2                     | 1                     | -                              | -                              | -                              | 13    | 3     |
| 2002                  | Tchernomorets Novorossiisk | D2                    | 11          | 1           | 1                     | 0                     | -                              | -                              | -                              | 12    | 1     |
| 2002                  | Saturn Ramenskoïe          | D1                    | 2           | 0           | -                     | -                     | -                              | -                              | -                              | 2     | 0     |
| 2003                  | Spartak Naltchik           | D2                    | 23          | 3           | 1                     | 0                     | -                              | -                              | -                              | 24    | 3     |
| 2004                  | Luch-Energia Vladivostok   | D2                    | 10          | 0           | 1                     | 0                     | -                              | -                              | -                              | 11    | 0     |
| 2005                  | FK Sotchi-04               | D3                    | 10          | 1           | 1                     | 0                     | -                              | -                              | -                              | 11    | 1     |
| 2008                  | FK Sotchi-04               | D3                    | 10          | 6           | -                     | -                     | -                              | -                              | -                              | 10    | 6     |
| Sous-total            | Sous-total                 | Sous-total            | 178         | 43          | 3                     | 6                     | -                              | 1                              | 1                              | 182   | 50    |
| Total sur la carrière | Total sur la carrière      | Total sur la carrière | 289         | 86          | 17                    | 7                     | -                              | 1                              | 0                              | 307   | 93    |

## Palmarès
Spartak Moscou
- Champion de Russie en 1996.